# Richard S. Bucy
Richard Snowden Bucy (* 20. Juli 1935 in Washington, D.C.; † 2. November 2019 in Redondo Beach) war ein US-amerikanischer Raumfahrtingenieur und Mathematiker. Er wurde vor allem bekannt durch seine Beiträge zum Kalman-Filter zusammen mit Rudolf Kálmán und Ruslan Leontjewitsch Stratonowitsch.

## Leben
Bucy wurde 1935 in Washington, D.C., geboren und war der Sohn von Marie Glinke und Richard Evans. Er nahm den Nachnahmen seines Stiefvaters Edmond H. Bucy an.
Bucy ging auf die St. Albans Schule in Washington, D.C., und die Boston Latin School in Boston zur Schule. Am Massachusetts Institute of Technology erhielt er einen Bachelor in Mathematik. Einen Doktorgrad erhielt er 1963 an der University of California, Berkeley unter Betreuung von David Blackwell.
Zunächst lehrte Bucy an der University of Maryland, College Park, und der University of Colorado Boulder. Er wechselte an die University of Southern California, in welcher er dann 32 Jahre im Graduate Department of Aerospace Engineering verblieb. Bucy war Gastprofessor an der Universität Paul Sabatier in Toulouse und der Technischen Universität Berlin.
Er war verheiratet und wurde Vater von zwei Kindern.

## Wirken
Mit seinem Mentor Rudolf Kàlmàn veröffentlichte er 1961 die Grundlagen zum Kalman-Filter, der heute dem mathematischen Gebiet der Zeitreihenanalyse zugeordnet wird. Es folgten weitere Artikel zu verschiedenen Anwendungen des Kalman-Filters.
Zu seinen mathematischen Fachgebieten zählten neben der Zeitreihenanalyse die Funktionalanalysis und Gewöhnliche Differentialgleichungen.
Bucy hatte verschiedene Fachgebiete, unter anderem Kontrolltheorie, Systemtheorie, Robotik, Mechatronik, Cyber Physical Systems und Automatisierungstechnik.

## Ehrungen und Auszeichnungen
- Institute of Electrical and Electronics Engineers Fellow
- Erwähnung im "Who's Who in America"
- 1975 Humboldt-Forschungspreis-Programm für Naturwissenschaftler*innen aus den USA[13]

## Schriften
- mit José M. F. Moura: Nonlinear Stochastic Problems. 1. Ausgabe. Springer, Dordrecht 1983, ISBN 978-90-277-1590-6.
- mit J.M.F. Mourna und S.C. Leung: Geometrical Methods for Direction Determination. In: Acoustic Signal Processing for Ocean Exploration. Springer, Dordrecht 1993, ISBN 978-94-011-1604-6.
- mit K.D. Senne: A Bayesian Approach to Target Detection in Jamming. In: Acoustic Signal Processing for Ocean Exploration. Springer, Dordrecht 1993, ISBN 978-94-011-1604-6
- Lectures on Discrete Time Filtering. 1. Ausgabe. Springer, 1994, ISBN 978-0387941981.